# Caveh Zahedi
Caveh Zahedi (* 29. April 1960 in Washington, D.C.) ist ein US-amerikanischer Indie-Filmemacher und Schauspieler.

## Leben und Werk
Zahedi wuchs in Washington D.C. auf, seine Eltern stammen ursprünglich aus dem Iran.
Er studierte zunächst Philosophie an der Yale University und lebte nach seinem Abschluss einige Jahre in Paris, wo er versuchte erste Filmprojekte zu realisieren, so produzierte ein experimentelles Musikvideo für einen Song von Talking Heads, welches jedoch von deren Sänger David Byrne abgelehnt wurde. Er nahm ein Filmstudium an der UCLA in Los Angeles auf. Während des Studiums realisierte er gemeinsam mit seinem Kommilitonen Greg Watkins seinen ersten Film, die experimentelle Komödie Ein bißchen steif von 1991.
In seinem zweiten Film I Don’t Hate Las Vegas Anymore (1994) dokumentiert Zahedi seinen Versuch, sich seinem entfremdeten Vater und Halbbruder mit einem Trip nach Las Vegas zu näheren. Der Film stieß auf Kritik, da Zahedi dafür seinen Vater und Bruder im Film dazu drängte mit ihm gemeinsam Ecstasy zu nehmen. Der Film wurde mit dem Kritikerpreis des Rotterdam Film Festivals ausgezeichnet.
2001 erschien sein Film In the Bathtub of the World, ein filmisches Tagebuch, für das Zahedi ein Jahr lang jeden Tag eine Minute aufnahm.
Sein Film I Am A Sex Addict von 2005 brauchte wegen finanzieller Schwierigkeiten 15 Jahre bis zur Fertigstellung. Der Film erzählt von Zahedis eigenen Sexsucht und setzt sich mit seinen regelmäßigen Besuchen bei Prostituierten auseinander und mit dem Schaden, den seine Ehe dadurch erleidet. Der Film wurde bei den  Gotham Awards in der Kategorie „Best Film Not Playing in a Theater Near You“ ausgezeichnet. Von 2015 bis 2023 produzierte er die autofiktionale Doku-Serie The Show about the Show: Zahedi erzählt in jeder Folge davon, wie die vorherige produziert wurde.
Zahedi betreibt den Podcast Conversations I Want To Have Before We Both Die und unterrichtet als Hochschullehrer am Lang College in New York City. Er ist in mehreren Filmen in Cameo-Rollen zu sehen, etwa in Alexander Paynes Baby Business oder Richard Linklaters Filmen Waking Life und Registered Sex Offender. 2009 übernahm er eine Rolle im Kurzfilm Unlimited Dreamtime – A 2 Week Film.

## Werke
- 1991: Ein bißchen steif (A Little Stiff)
- 1994: I Don’t Hate Las Vegas Anymore
- 2001: In the Bathtub of the World
- 2001: Tripping with Caveh
- 2005: I Am A Sex Addict
- 2012: The Sheik and I
- 2015–2023: The Show About The Show (Webserie)

## Auszeichnungen
- 1994: Kritikerpreis des International Film Festival Rotterdam
- 2005: Gotham Award in der Kategorie „Best Film Not Playing in a Theater Near You“